# Arkimediska kroppar
Arkimediska kroppar är inom geometri konvexa tredimensionella geometriska kroppar (polyedrar) som består av två eller flera olika polygoner som möts i likadana hörn. Detta skiljer dem från platonska kroppar som består av likadana polygoner som möts i likadana hörn.
Beroende på vad som menas med "likadana hörn" kan pseudorombkuboktaedern räknas som en arkimedisk kropp eller inte.

## Klassifikation
| Namn                                               | Transparent | Solid | Ytor | Ytor                                    | Kanter | Hörn |
| -------------------------------------------------- | ----------- | ----- | ---- | --------------------------------------- | ------ | ---- |
| Stympad tetraeder                                  | (rörelse)   |       | 8    | 4 trianglar 4 hexagoner                 | 18     | 12   |
| Kuboktaeder                                        | (rörelse)   |       | 14   | 8 trianglar 6 kvadrater                 | 24     | 12   |
| Stympad kub (Stympad hexaeder)                     | (rörelse)   |       | 14   | 8 trianglar 6 oktagoner                 | 36     | 24   |
| Stympad oktaeder                                   | (rörelse)   |       | 14   | 6 kvadrater 8 hexagoner                 | 36     | 24   |
| Rombkuboktaeder                                    | (rörelse)   |       | 26   | 8 trianglar 18 kvadrater                | 48     | 24   |
| Stympad kuboktaeder (Stor rombkuboktaeder)         | (rörelse)   |       | 26   | 12 kvadrater 8 hexagoner 6 oktagoner    | 72     | 48   |
| Trubbig kub (Trubbig hexaeder)                     | (rörelse)   |       | 38   | 32 trianglar 6 kvadrater                | 60     | 24   |
| Ikosidodekaeder                                    | (rörelse)   |       | 32   | 20 trianglar 12 pentagoner              | 60     | 30   |
| Stympad dodekaeder                                 | (rörelse)   |       | 32   | 20 trianglar 12 dekagoner               | 90     | 60   |
| Stympad ikosaeder                                  | (rörelse)   |       | 32   | 12 pentagoner 20 hexagoner              | 90     | 60   |
| Rombikosidodekaeder                                | (rörelse)   |       | 62   | 20 trianglar 30 kvadrater 12 pentagoner | 120    | 60   |
| Stympad ikosidodekaeder (Stor rombikosidodekaeder) | (rörelse)   |       | 62   | 30 kvadrater 20 hexagoner 12 dekagoner  | 180    | 120  |
| Trubbig dodekaeder                                 | (rörelse)   |       | 92   | 80 trianglar 12 pentagoner              | 150    | 60   |

Slutligen, pseudorombkuboktaedern som, beroende på definition, kan räknas som en arkimedisk kropp eller inte:
| Namn                  | Transparent | Solid | Ytor | Ytor                     | Kanter | Hörn |
| --------------------- | ----------- | ----- | ---- | ------------------------ | ------ | ---- |
| Pseudorombkuboktaeder |             |       | 26   | 8 trianglar 18 kvadrater | 48     | 24   |